# Nel Bonte
Nel Bonte (Roeselare, 1986) is een Belgische beeldend kunstenares. Ze produceert 'nomadische' kunst, op basis van objets trouvés en architectuur. 

## Levensloop
Bontes artistieke aanleg werd op de lagere school ontdekt. Ze mocht toen naar de muziekschool in Roeselare, maar muziek bleek niet echt haar ding te zijn. Ze verhuisde naar de tekenschool, waar ze beter aarde.

### Opleiding
Na een semester in de moderne humaniora in Roeselare, ging ze naar een kunsthumaniora bij de Maricolen in Brugge. Daar kreeg ze les van Adelin De Craene (1951, beeldhouwer), Johan De Loore (1951, schilder) en Martine Debuf (fotografie).
Na een jaar klassieke beeldhouwkunst in de Gentse academie waar ze met name les kreeg van Bart Vansteenkiste (1957) en Ludwig Vandevelde (1957), specialiseerde ze zich in ruimtelijke vormgeving bij de Maricolen in Brugge, waar ze les kreeg van Guy Duchene. Na haar specialisatiejaar startte ze een tweede bachelor aan de Antwerpse academie waar ze les kreeg van onder meer Nadia Naveau en Marc Jambers (1947). 
Naast haar reguliere opleiding en haar eigen praktijk volgde Bonte nog enkele cursussen. Omdat ze beelden van chocolade wilde maken, deed ze een avondopleiding tot chocolatier in Brugge. Daarnaast volgde ze weekendlessen op het deeltijdskunstonderwijs van Roeselare, waar ze les kreeg van Isidoor Goddeeris (1953) en Pierre Goethals (1953), beiden beeldhouwer.
Ze behaalde haar Masters in 2010 aan de Koninklijke Academie voor Schone Kunsten te Antwerpen. Vanwege de onzekerheid van het kunstenaarsleven deed ze nog een lerarenopleiding op het stedelijk onderwijs in Antwerpen, waar ze les kreeg van Lief Stevens. In deze periode had ze een atelier in Antwerpen.

### Carrière
Na haar opleidingen had Bonte een atelier in Lichtervelde, eerst in een voormalige stoffenfabriek, daarna in een voormalige betoncentrale. Sinds 2019 is ze fulltime  kunstenaar.
Ter inspiratie is Bonte geregeld een artist in residence. Zo ging ze in het kader van het Godecharleprijs in Brussel in residentie. In 2018 ging ze gedurende een maand in geïsoleerde residentie in Finland en in 2020 resideerde ze in het Vlaamse Kasteel Borluut.  
Anno 2023 woont en werkt ze in Antwerpen.

## Oeuvre

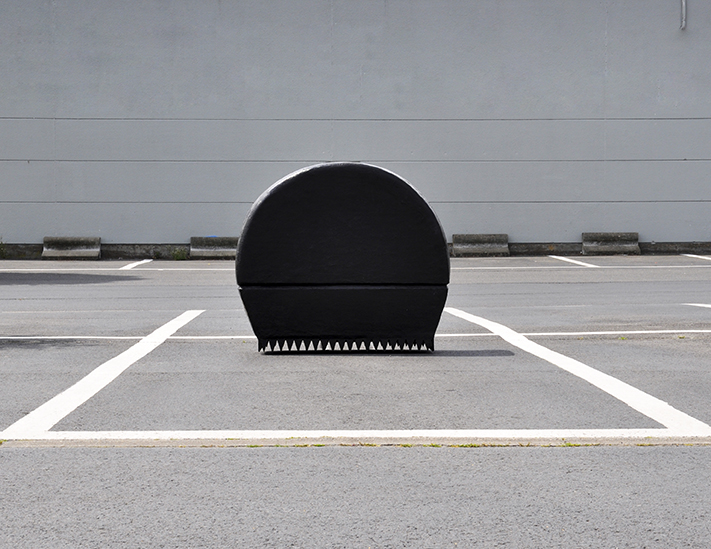
het kunstwerk Gorst

Het plastische werk van Bonte wordt beschreven als abstract doch visueel expressief. Door samenvoeging van verschillende texturen in een scenografie, zouden nieuwe verbindingen gecreëerd worden die verwijzen naar elementen uit het dagelijks leven. De basis van Bontes kunstwerken zijn objets trouvés en architectuur. Zelf beschrijft ze haar werk als nomadisch.

### Werken
Hieronder een selectie van Bontes werken waarvan een aantal besproken worden in een interview met kunstjournalist Hilde Van Canneyt:
- MISPEL[7]
- 2012: 2-PILLIO[8]
- 2013: Intervention[9]
- Re-3

Residentie in Finland (2018):
- TYPEFACE-paper
- Split
- Tekeningen Finland

Ander werk:
- BOKSITI
- Coupe de mer
- MODEL AH CON 23
- GORST
- MUZZI
- UP
- WOLIBI
- P.I.N.
- SEASONS.IN.THE.SUN
- Snuiter
- 2020: Toy Master, vervaardigd gedurende residentie en tentoongesteld op expo Inside/Out op Kasteel Borluut [10]
- 2023: Looking Back, Looking Forward, Hemiksem[11][3]

### Publicatie
- 2021: A playground for species, uitgave in eigen beheer. ISBN 9789464332285

## Tentoonstellingen
- 2013-2014: LATT: MUHKADEMIE 2013, Koninklijke Academie voor Schone Kunsten van Antwerpen[12]
- 2018: SEASONS.IN.THE.SUN, Kunstenplatform WARP[6]
- 2020: Playground, in Ter Posterie, Roeselare[13]
- 2021: Storms end somewhere, Galerie Pinsart, Brugge
- 2021: Biënnale van ideeën, CC De Steiger, Menen
- 2021: Trio expo, Ter Posterie, Roeselare
- 2021: A Playground for Species, Lichtervelde. Een tentoonstelling in samenwerking met Pieter Léon Vermeersch.[14][5]
- 2021: Soloshow, CAPS, Rivoli, Brussel
- 2023: Antwerp Art Weekend[15]
- 2023: Biënnale Hedendaagse Kunst, Kasteel van Poeke[16]

## Erkenningen
- 2013: Godecharleprijs in de categorie beeldhouwkunst.
- 2019-2021: Cultureel Ambassadeur van de Stad Roeselare.[17][13]